# Brezovljani (Srbac, BiH)
Brezovljani je naseljeno mjesto u sastavu općine Srbac, Republika Srpska, BiH.

## Stanovništvo
| Brezovljani        |              |
| Godina popisa      | 1991.        |
| Srbi               | 279 (95,55%) |
| Hrvati             | 2 (0,68%)    |
| Muslimani          | 0            |
| Jugoslaveni        | 1 (0,34%)    |
| ostali i nepoznato | 10 (3,43%)   |
| ukupno             | 292          |